# Mickey Stanley
Mitchell Jack Stanley (ur. 20 lipca 1942) – amerykański baseballista, który występował na pozycji środkowozapolowego.
Jako zawodnik Tigers czterokrotnie zdobył Złotą Rękawicę i wystąpił we wszystkich meczach World Series 1968, w których Tigers pokonali St. Louis Cardinals 4–3.
| Nagroda/wyróżnienie      | Lata            | Źródło |
| 4× Gold Glove Award      | 1968–1970, 1973 | [ 1 ]  |
| Zwycięzca w World Series | 1968            | [ 2 ]  |